# Rugby 7 en los Juegos Suramericanos
El rugby 7 es una de las tantas disciplinas de los Juegos Suramericanos.
El torneo se disputa desde 2014 en categorías femenina y masculina.

## Historia
Se organizó un torneo masculino de rugby 7 para la edición de Buenos Aires 2006, pero con la deserción de Uruguay no se cubrió el cupo necesario para llevarse a cabo.
En Medellín 2010 no hubo torneo de la disciplina.
Ya en 2014, en Santiago de Chile se celebró la décima edición y se organiza los torneos de rugby 7 por primera vez en la historia de los Juegos. Tanto el torneo masculino como el femenino coincidió con el Seven Sudamericano que anualmente organiza la ex Confederación Sudamericana de Rugby, hoy Sudamérica Rugby, precisamente esta institución apoyó y fiscalizó los torneos que resultaron clasificatorios para los Juegos Panamericanos de Toronto 2015.
En los Cochabamba 2018, Chile obtiene de manera invicta la medalla de oro, al terminar con un récord de 5 victorias y un empate. Uruguay y Argentina obtienen la plata y bronce respectivamente.
El torneo de 2022, realizado en Asunción, Paraguay, coronó a Brasil como tricampeones del torneo femenino y la selección Argentina obteniendo su segundo oro en la competencia.

## Torneo masculino
| Edición       | Sede                    | Equipos       | Oro           | Plata         | Bronce        |
| 2006          | Buenos Aires, Argentina | suspendido    | suspendido    | suspendido    | suspendido    |
| 2010          | Medellín, Colombia      | no se disputó | no se disputó | no se disputó | no se disputó |
| 2014 Detalles | Santiago, Chile         | 7             | Argentina     | Uruguay       | Chile         |
| 2018 Detalles | Cochabamba, Bolivia     | 7             | Chile         | Uruguay       | Argentina     |
| 2022 Detalles | Asunción, Paraguay      | 7             | Argentina     | Chile         | Uruguay       |
| 2026 Detalles | Santa Fe, Argentina     | A disputarse  | A disputarse  | A disputarse  | A disputarse  |

### Medallero
| Núm. | País      | Oro | Plata | Bronce | Total |
| ---- | --------- | --- | ----- | ------ | ----- |
| 1    | Argentina | 2   | 0     | 1      | 3     |
| 2    | Chile     | 1   | 1     | 1      | 3     |
| 3    | Uruguay   | 0   | 2     | 1      | 3     |
|      | TOTAL     | 3   | 3     | 3      | 9     |

## Torneo femenino
| Edición       | Sede                | Equipos      | Oro          | Plata        | Bronce       |
| 2014 Detalles | Santiago, Chile     | 7            | Brasil       | Argentina    | Uruguay      |
| 2018 Detalles | Cochabamba, Bolivia | 7            | Brasil       | Argentina    | Paraguay     |
| 2022 Detalles | Asunción, Paraguay  | 9            | Brasil       | Paraguay     | Colombia     |
| 2026 Detalles | Santa Fe, Argentina | A disputarse | A disputarse | A disputarse | A disputarse |

### Medallero
| Núm. | País      | Oro | Plata | Bronce | Total |
| ---- | --------- | --- | ----- | ------ | ----- |
| 1    | Brasil    | 3   | 0     | 0      | 3     |
| 2    | Argentina | 0   | 2     | 0      | 2     |
| 3    | Paraguay  | 0   | 1     | 1      | 2     |
| 4    | Uruguay   | 0   | 0     | 1      | 1     |
| 5    | Colombia  | 0   | 0     | 1      | 1     |
|      | TOTAL     | 3   | 3     | 3      | 9     |